# Josh Benson
Josh Benson (Thurrock, 5 dicembre 1999) è un calciatore inglese, centrocampista del Barnsley.

## Caratteristiche tecniche
È un centrocampista difensivo.

## Carriera
Cresciuto nel settore giovanile dell'Arsenal, nel 2018 viene ceduto a titolo definitivo al Burnley. Nel gennaio 2020 passa in prestito al Grimsby Town dove colleziona 11 presenze e segna 2 reti in Football League Two. Rientrato alla base, il 28 novembre debutta in Premier League giocando l'incontro perso 5-0 contro il Manchester City. Nel 2021 si trasferisce al Barnsley, in seconda divisione.

## Statistiche
Statistiche aggiornate al 28 dicembre 2020.

### Presenze e reti nei club
| Stagione        | Squadra         | Campionato      | Campionato | Campionato | Coppe nazionali | Coppe nazionali | Coppe nazionali | Coppe continentali | Coppe continentali | Coppe continentali | Altre coppe | Altre coppe | Altre coppe | Totale | Totale | Totale |
| Stagione        | Squadra         | Comp            | Pres       | Reti       | Comp            | Pres            | Reti            | Comp               | Pres               | Reti               | Comp        | Pres        | Reti        | Pres   | Reti   |        |
| --------------- | --------------- | --------------- | ---------- | ---------- | --------------- | --------------- | --------------- | ------------------ | ------------------ | ------------------ | ----------- | ----------- | ----------- | ------ | ------ | ------ |
| gen.-giu. 2020  | Grimsby Town    | FL2             | 11         | 2          | FACup+CdL       | 0               | 0               |                    | -                  | -                  | EFL Trophy  | 0           | 0           | 11     | 2      |        |
| 2020-2021       | Burnley         | PL              | 6          | 0          | FACup+CdL       | 0+3             | 0               |                    | -                  | -                  |             | -           | -           | 9      | 0      |        |
| Totale carriera | Totale carriera | Totale carriera | 17         | 2          |                 | 3               | 0               |                    | -                  | -                  |             | 0           | 0           | 20     | 2      |        |